# Eleições autárquicas portuguesas de 2021 no distrito de Évora
| Eleições autárquicas portuguesas de 2021 Distritos: Aveiro \| Beja \| Braga \| Bragança \| Castelo Branco \| Coimbra \| Évora \| Faro \| Guarda \| Leiria \| Lisboa \| Portalegre \| Porto \| Santarém \| Setúbal \| Viana do Castelo \| Vila Real \| Viseu \| Açores \| Madeira |

## Resultados por concelho
Os resultados nos concelhos do distrito de Évora foram os seguintes:

### Alandroal

#### Câmara Municipal
| Partido                 | Partido                        | Votos | %               | +/-   | Vereadores | +/- |
| ----------------------- | ------------------------------ | ----- | --------------- | ----- | ---------- | --- |
|                         | Partido Socialista             | 1 754 | 56,99 / 100,00  | 22,14 | 4 / 5      | 2   |
|                         | Nós, Cidadãos!                 | 610   | 19,82 / 100,00  | -     | 1 / 5      | -   |
|                         | Coligação Democrática Unitária | 393   | 12,77 / 100,00  | 15,69 | 0 / 5      | 2   |
|                         | PSD-CDS                        | 222   | 7,21 / 100,00   | -     | 0 / 5      | -   |
| Votos Inválidos         | Votos Inválidos                | 99    | 3,21 / 100,00   | 0,56  |            |     |
| Total                   | Total                          | 3 078 | 100,00 / 100,00 |       | 5 / 5      |     |
| Eleitorado/Participação | Eleitorado/Participação        | 4 512 | 68,22 / 100,00  | 5,89  |            |     |

| Freguesia                                         | %     | %     | %     | %        | Votantes |
| Freguesia                                         | PS    | NC    | CDU   | PSD- CDS | Votantes |
| ------------------------------------------------- | ----- | ----- | ----- | -------- | -------- |
| Freguesia                                         |       |       |       |          | Votantes |
| Capelins (Santo António)                          | 56,64 | 12,50 | 17,58 | 8,98     | 256      |
| N.S. da Conceição, São Brás dos Matos e Juromenha | 54,68 | 21,90 | 9,18  | 11,96    | 1 187    |
| Santiago Maior                                    | 58,68 | 17,96 | 17,71 | 2,22     | 1 169    |
| Terena (São Pedro)                                | 58,80 | 23,18 | 6,87  | 6,65     | 466      |
| Alandroal                                         | 56,99 | 19,82 | 12,77 | 7,21     | 3 078    |

#### Assembleia Municipal
| Partido                 | Partido                        | Votos | %               | +/-   | Deputados | +/- |
| ----------------------- | ------------------------------ | ----- | --------------- | ----- | --------- | --- |
|                         | Partido Socialista             | 1 568 | 50,94 / 100,00  | 17,80 | 8 / 15    | 3   |
|                         | Nós, Cidadãos!                 | 524   | 17,02 / 100,00  | -     | 3 / 15    | -   |
|                         | Coligação Democrática Unitária | 523   | 16,99 / 100,00  | 12,76 | 2 / 15    | 3   |
|                         | PSD-CDS                        | 350   | 11,37 / 100,00  | -     | 2 / 15    | -   |
| Votos Inválidos         | Votos Inválidos                | 113   | 3,67 / 100,00   | 0,29  |           |     |
| Total                   | Total                          | 3 078 | 100,00 / 100,00 |       | 15 / 15   |     |
| Eleitorado/Participação | Eleitorado/Participação        | 4 512 | 68,22 / 100,00  | 5,89  |           |     |

| Freguesia                                         | %     | %     | %     | %        | Votantes |
| Freguesia                                         | PS    | NC    | CDU   | PSD- CDS | Votantes |
| ------------------------------------------------- | ----- | ----- | ----- | -------- | -------- |
| Freguesia                                         |       |       |       |          | Votantes |
| Capelins (Santo António)                          | 51,95 | 8,98  | 24,61 | 10,55    | 256      |
| N.S. da Conceição, São Brás dos Matos e Juromenha | 47,35 | 17,86 | 12,55 | 19,29    | 1 187    |
| Santiago Maior                                    | 52,69 | 16,85 | 22,50 | 4,11     | 1 169    |
| Terena (São Pedro)                                | 55,15 | 19,74 | 10,30 | 9,87     | 466      |
| Alandroal                                         | 50,94 | 17,02 | 16,99 | 11,37    | 3 078    |

#### Juntas de Freguesia
| Partido                 | Partido                        | Votos | %               | +/-   | Presidentes | +/- | Mandatos | +/- |
| ----------------------- | ------------------------------ | ----- | --------------- | ----- | ----------- | --- | -------- | --- |
|                         | Partido Socialista             | 1 373 | 44,61 / 100,00  | 10,18 | 4 / 4       | 3   | 19 / 32  | 7   |
|                         | Coligação Democrática Unitária | 787   | 25,57 / 100,00  | 6,41  | 0 / 4       | 2   | 8 / 32   | 4   |
|                         | Nós, Cidadãos!                 | 542   | 17,61 / 100,00  | -     | 0 / 4       | -   | 4 / 32   | -   |
|                         | PSD-CDS                        | 279   | 9,06 / 100,00   | -     | 0 / 4       | -   | 1 / 32   | -   |
| Votos Inválidos         | Votos Inválidos                | 97    | 3,15 / 100,00   | 0,05  |             |     |          |     |
| Total                   | Total                          | 3 078 | 100,00 / 100,00 |       | 4 / 4       |     | 32 / 32  |     |
| Eleitorado/Participação | Eleitorado/Participação        | 4 512 | 68,22 / 100,00  | 5,89  |             |     |          |     |

| Freguesia                                         | Partido Vencedor | Partido Vencedor   | %              | Mandatos |
| ------------------------------------------------- | ---------------- | ------------------ | -------------- | -------- |
| Capelins (Santo António)                          |                  | Partido Socialista | 48,83 / 100,00 | 5 / 7    |
| N.S. da Conceição, São Brás dos Matos e Juromenha |                  | Partido Socialista | 36,14 / 100,00 | 4 / 9    |
| Santiago Maior                                    |                  | Partido Socialista | 46,88 / 100,00 | 5 / 9    |
| Terena (São Pedro)                                |                  | Partido Socialista | 58,15 / 100,00 | 5 / 7    |

### Arraiolos

#### Câmara Municipal
| Partido                 | Partido                        | Votos | %               | +/-  | Vereadores | +/-     |
| ----------------------- | ------------------------------ | ----- | --------------- | ---- | ---------- | ------- |
|                         | Coligação Democrática Unitária | 2 180 | 58,98 / 100,00  | 0,01 | 4 / 5      | Estável |
|                         | Partido Socialista             | 969   | 26,22 / 100,00  | 0,06 | 1 / 5      | Estável |
|                         | PSD-CDS                        | 348   | 9,42 / 100,00   | -    | 0 / 5      | -       |
| Votos Inválidos         | Votos Inválidos                | 199   | 5,39 / 100,00   | 1,11 |            |         |
| Total                   | Total                          | 3 696 | 100,00 / 100,00 |      | 5 / 5      |         |
| Eleitorado/Participação | Eleitorado/Participação        | 5 835 | 63,34 / 100,00  | 0,80 |            |         |

| Freguesia                  | %     | %     | %        | Votantes |
| Freguesia                  | CDU   | PS    | PSD- CDS | Votantes |
| -------------------------- | ----- | ----- | -------- | -------- |
| Freguesia                  |       |       |          | Votantes |
| Arraiolos                  | 65,99 | 19,73 | 7,87     | 1 779    |
| Gafanhoeira e Sabugueiro   | 64,92 | 25,42 | 5,88     | 476      |
| Igrejinha                  | 41,76 | 41,94 | 12,54    | 558      |
| São Gregório e Santa Justa | 63,31 | 23,79 | 10,48    | 248      |
| Vimieiro                   | 48,35 | 32,13 | 13,23    | 635      |
| Arraiolos                  | 58,98 | 26,22 | 9,42     | 3 696    |

#### Assembleia Municipal
| Partido                 | Partido                        | Votos | %               | +/-  | Deputados | +/- |
| ----------------------- | ------------------------------ | ----- | --------------- | ---- | --------- | --- |
|                         | Coligação Democrática Unitária | 2 098 | 56,76 / 100,00  | 1,39 | 10 / 15   | 1   |
|                         | Partido Socialista             | 1 021 | 27,62 / 100,00  | 0,45 | 4 / 15    | 1   |
|                         | PSD-CDS                        | 370   | 10,01 / 100,00  | -    | 1 / 15    | -   |
| Votos Inválidos         | Votos Inválidos                | 207   | 5,60 / 100,00   | 1,00 |           |     |
| Total                   | Total                          | 3 696 | 100,00 / 100,00 |      | 15 / 15   |     |
| Eleitorado/Participação | Eleitorado/Participação        | 5 835 | 63,34 / 100,00  | 0,82 |           |     |

| Freguesia                  | %     | %     | %        | Votantes |
| Freguesia                  | CDU   | PS    | PSD- CDS | Votantes |
| -------------------------- | ----- | ----- | -------- | -------- |
| Freguesia                  |       |       |          | Votantes |
| Arraiolos                  | 64,36 | 20,69 | 8,66     | 1 779    |
| Gafanhoeira e Sabugueiro   | 63,03 | 26,89 | 6,51     | 476      |
| Igrejinha                  | 39,25 | 42,83 | 12,90    | 558      |
| São Gregório e Santa Justa | 60,48 | 25,81 | 10,48    | 248      |
| Vimieiro                   | 44,72 | 34,96 | 13,70    | 635      |
| Arraiolos                  | 56,76 | 27,62 | 10,01    | 3 696    |

#### Juntas de Freguesia
| Partido                 | Partido                        | Votos | %               | +/-  | Presidentes | +/- | Mandatos | +/- |
| ----------------------- | ------------------------------ | ----- | --------------- | ---- | ----------- | --- | -------- | --- |
|                         | Coligação Democrática Unitária | 1 983 | 53,62 / 100,00  | 0,85 | 3 / 5       | 1   | 22 / 39  | 3   |
|                         | Partido Socialista             | 1 141 | 30,85 / 100,00  | 1,14 | 2 / 5       | 1   | 14 / 39  | 1   |
|                         | PSD-CDS                        | 369   | 9,98 / 100,00   | -    | 0 / 5       | -   | 3 / 39   | -   |
| Votos Inválidos         | Votos Inválidos                | 205   | 5,54 / 100,00   | 0,64 |             |     |          |     |
| Total                   | Total                          | 3 698 | 100,00 / 100,00 |      | 5 / 5       |     | 39 / 39  |     |
| Eleitorado/Participação | Eleitorado/Participação        | 5 835 | 63,38 / 100,00  | 0,83 |             |     |          |     |

| Freguesia                  | Partido Vencedor | Partido Vencedor               | %              | Mandatos |
| -------------------------- | ---------------- | ------------------------------ | -------------- | -------- |
| Arraiolos                  |                  | Coligação Democrática Unitária | 62,34 / 100,00 | 6 / 9    |
| Gafanhoeira e Sabugueiro   |                  | Coligação Democrática Unitária | 61,55 / 100,00 | 5 / 7    |
| Igrejinha                  |                  | Partido Socialista             | 48,39 / 100,00 | 4 / 7    |
| São Gregório e Santa Justa |                  | Coligação Democrática Unitária | 56,05 / 100,00 | 5 / 7    |
| Vimieiro                   |                  | Partido Socialista             | 43,62 / 100,00 | 4 / 9    |

### Borba

#### Câmara Municipal
| Partido                 | Partido                        | Votos | %               | +/-  | Vereadores | +/-     |
| ----------------------- | ------------------------------ | ----- | --------------- | ---- | ---------- | ------- |
|                         | Movimento Unidos por Borba     | 1 583 | 43,04 / 100,00  | 4,76 | 3 / 5      | Estável |
|                         | Partido Socialista             | 1 164 | 31,65 / 100,00  | 7,79 | 2 / 5      | 1       |
|                         | Partido Social Democrata       | 510   | 13,87 / 100,00  | 0,17 | 0 / 5      | 1       |
|                         | Coligação Democrática Unitária | 275   | 7,48 / 100,00   | 0,19 | 0 / 5      | Estável |
|                         | CDS – Partido Popular          | 33    | 0,90 / 100,00   | -    | 0 / 5      | -       |
| Votos Inválidos         | Votos Inválidos                | 113   | 3,07 / 100,00   | 0,35 |            |         |
| Total                   | Total                          | 3 678 | 100,00 / 100,00 |      | 5 / 5      |         |
| Eleitorado/Participação | Eleitorado/Participação        | 5 841 | 62,97 / 100,00  | 6,93 |            |         |

| Freguesia              | %     | %     | %     | %     | %    | Votantes |
| Freguesia              | MUB   | PS    | PSD   | CDU   | CDS  | Votantes |
| ---------------------- | ----- | ----- | ----- | ----- | ---- | -------- |
| Freguesia              |       |       |       |       |      | Votantes |
| Borba (Matriz)         | 44,93 | 33,45 | 12,80 | 4,90  | 0,51 | 1 961    |
| Borba (São Bartolomeu) | 48,57 | 26,57 | 12,00 | 7,43  | 2,00 | 350      |
| Orada                  | 29,03 | 43,99 | 7,04  | 15,04 | 0,59 | 341      |
| Rio de Moinhos         | 42,20 | 25,83 | 18,81 | 9,65  | 1,36 | 1 026    |
| Borba                  | 43,04 | 31,65 | 13,87 | 7,48  | 0,90 | 3 678    |

#### Assembleia Municipal
| Partido                 | Partido                        | Votos | %               | +/-  | Deputados | +/-     |
| ----------------------- | ------------------------------ | ----- | --------------- | ---- | --------- | ------- |
|                         | Movimento Unidos por Borba     | 1 431 | 38,91 / 100,00  | 5,25 | 7 / 15    | 1       |
|                         | Partido Socialista             | 1 129 | 30,70 / 100,00  | 6,29 | 5 / 15    | 1       |
|                         | Partido Social Democrata       | 557   | 15,14 / 100,00  | 0,37 | 2 / 15    | Estável |
|                         | Coligação Democrática Unitária | 348   | 9,46 / 100,00   | 1,56 | 1 / 15    | Estável |
|                         | CDS – Partido Popular          | 78    | 2,12 / 100,00   | -    | 0 / 15    | -       |
| Votos Inválidos         | Votos Inválidos                | 135   | 3,67 / 100,00   | 0,12 |           |         |
| Total                   | Total                          | 3 678 | 100,00 / 100,00 |      | 15 / 15   |         |
| Eleitorado/Participação | Eleitorado/Participação        | 5 841 | 62,97 / 100,00  | 6,93 |           |         |

| Freguesia              | %     | %     | %     | %     | %    | Votantes |
| Freguesia              | MUB   | PS    | PSD   | CDU   | CDS  | Votantes |
| ---------------------- | ----- | ----- | ----- | ----- | ---- | -------- |
| Freguesia              |       |       |       |       |      | Votantes |
| Borba (Matriz)         | 42,17 | 30,55 | 13,72 | 7,29  | 1,89 | 1 961    |
| Borba (São Bartolomeu) | 42,57 | 26,29 | 16,00 | 9,14  | 2,86 | 350      |
| Orada                  | 26,10 | 46,04 | 6,74  | 16,42 | 1,17 | 341      |
| Rio de Moinhos         | 35,67 | 27,39 | 20,37 | 11,40 | 2,63 | 1 026    |
| Borba                  | 38,91 | 30,70 | 15,14 | 9,46  | 2,12 | 3 678    |

#### Juntas de Freguesia
| Partido                 | Partido                        | Votos | %               | +/-  | Presidentes | +/-     | Mandatos | +/- |
| ----------------------- | ------------------------------ | ----- | --------------- | ---- | ----------- | ------- | -------- | --- |
|                         | Grupo de Cidadãos              | 1 324 | 36,00 / 100,00  | 3,28 | 2 / 4       | Estável | 12 / 32  | 1   |
|                         | Partido Socialista             | 1 163 | 31,62 / 100,00  | 5,09 | 1 / 4       | 1       | 11 / 32  | 1   |
|                         | Partido Social Democrata       | 732   | 19,90 / 100,00  | 5,27 | 1 / 4       | 1       | 6 / 32   | 3   |
|                         | Coligação Democrática Unitária | 349   | 9,49 / 100,00   | 0,08 | 0 / 4       | Estável | 3 / 32   | 1   |
| Votos Inválidos         | Votos Inválidos                | 110   | 2,99 / 100,00   | 0,19 |             |         |          |     |
| Total                   | Total                          | 3 678 | 100,00 / 100,00 |      | 4 / 4       |         | 32 / 32  |     |
| Eleitorado/Participação | Eleitorado/Participação        | 5 841 | 62,97 / 100,00  | 6,93 |             |         |          |     |

| Freguesia              | Partido Vencedor | Partido Vencedor         | %              | Mandatos |
| ---------------------- | ---------------- | ------------------------ | -------------- | -------- |
| Borba (Matriz)         |                  | Grupo de Cidadãos        | 43,75 / 100,00 | 5 / 9    |
| Borba (São Bartolomeu) |                  | Grupo de Cidadãos        | 37,43 / 100,00 | 3 / 7    |
| Orada                  |                  | Partido Socialista       | 56,01 / 100,00 | 4 / 7    |
| Rio de Moinhos         |                  | Partido Social Democrata | 34,60 / 100,00 | 3 / 9    |

### Estremoz

#### Câmara Municipal
| Partido                 | Partido                             | Votos  | %               | +/-   | Vereadores | +/-     |
| ----------------------- | ----------------------------------- | ------ | --------------- | ----- | ---------- | ------- |
|                         | Partido Socialista                  | 2 361  | 35,32 / 100,00  | 3,60  | 3 / 7      | Estável |
|                         | Movimento Independente por Estremoz | 2 219  | 33,19 / 100,00  | 15,06 | 3 / 7      | 1       |
|                         | PSD-CDS-PPM                         | 617    | 9,23 / 100,00   | 2,52  | 1 / 7      | 1       |
|                         | Coligação Democrática Unitária      | 514    | 7,69 / 100,00   | 0,93  | 0 / 7      | Estável |
|                         | CHEGA                               | 321    | 4,80 / 100,00   | Novo  | 0 / 7      | Novo    |
|                         | Nós, Cidadãos!                      | 314    | 4,70 / 100,00   | -     | 0 / 7      | -       |
|                         | MPT-A-RIR                           | 138    | 2,06 / 100,00   | Novo  | 0 / 7      | Novo    |
| Votos Inválidos         | Votos Inválidos                     | 201    | 3,01 / 100,00   | 1,68  |            |         |
| Total                   | Total                               | 6 685  | 100,00 / 100,00 |       | 7 / 7      |         |
| Eleitorado/Participação | Eleitorado/Participação             | 11 263 | 59,35 / 100,00  | 0,79  |            |         |

| Freguesia                                          | %     | %     | %             | %     | %    | %    | %           | Votantes |
| Freguesia                                          | PS    | MiETZ | PSD- CDS- PPM | CDU   | CH   | NC   | MPT- A- RIR | Votantes |
| -------------------------------------------------- | ----- | ----- | ------------- | ----- | ---- | ---- | ----------- | -------- |
| Freguesia                                          |       |       |               |       |      |      |             | Votantes |
| Ameixial (Santa Vitória e São Bento)               | 32,66 | 42,21 | 7,04          | 6,78  | 4,52 | 2,26 | 1,01        | 398      |
| Arcos                                              | 40,67 | 29,47 | 10,81         | 5,70  | 3,54 | 2,95 | 2,95        | 509      |
| Estremoz (Santa Maria e Santo André)               | 34,53 | 28,78 | 11,32         | 7,97  | 6,11 | 6,21 | 2,08        | 3 701    |
| Évora Monte                                        | 36,48 | 30,29 | 5,21          | 10,10 | 2,93 | 6,19 | 3,26        | 307      |
| Glória                                             | 32,00 | 32,00 | 8,00          | 14,00 | 4,00 | 3,33 | 5,00        | 300      |
| São Bento do Cortiço e Santo Estêvão               | 37,92 | 51,93 | 1,93          | 2,90  | 2,17 | 0,72 | 0,97        | 414      |
| São Domingos de Ana Loura                          | 43,75 | 25,96 | 4,81          | 12,50 | 5,29 | 3,37 | 2,88        | 208      |
| São Lourenço de Mamporcão e São Bento de Ana Loura | 45,78 | 18,51 | 12,99         | 12,34 | 2,92 | 2,60 | 1,30        | 308      |
| Veiros                                             | 27,59 | 59,44 | 3,15          | 2,59  | 1,67 | 2,41 | 0,56        | 540      |
| Estremoz                                           | 35,32 | 33,19 | 9,23          | 7,69  | 4,80 | 4,70 | 2,06        | 6 685    |

#### Assembleia Municipal
| Partido                 | Partido                             | Votos  | %               | +/-   | Deputados | +/-     |
| ----------------------- | ----------------------------------- | ------ | --------------- | ----- | --------- | ------- |
|                         | Partido Socialista                  | 2 368  | 35,43 / 100,00  | 4,56  | 8 / 21    | 1       |
|                         | Movimento Independente por Estremoz | 2 130  | 31,87 / 100,00  | 15,07 | 7 / 21    | 4       |
|                         | Coligação Democrática Unitária      | 596    | 8,92 / 100,00   | 0,35  | 2 / 21    | Estável |
|                         | PSD-CDS-PPM                         | 584    | 8,74 / 100,00   | 1,01  | 2 / 21    | 1       |
|                         | CHEGA                               | 329    | 4,92 / 100,00   | Novo  | 1 / 21    | Novo    |
|                         | Nós, Cidadãos!                      | 295    | 4,41 / 100,00   | -     | 1 / 21    | -       |
|                         | MPT-A-RIR                           | 131    | 1,96 / 100,00   | Novo  | 0 / 21    | Novo    |
| Votos Inválidos         | Votos Inválidos                     | 251    | 3,75 / 100,00   | 1,44  |           |         |
| Total                   | Total                               | 6 684  | 100,00 / 100,00 |       | 21 / 21   |         |
| Eleitorado/Participação | Eleitorado/Participação             | 11 263 | 59,34 / 100,00  | 0,78  |           |         |

| Freguesia                                          | %     | %     | %     | %             | %    | %    | %           | Votantes |
| Freguesia                                          | PS    | MiETZ | CDU   | PSD- CDS- PPM | CH   | NC   | MPT- A- RIR | Votantes |
| -------------------------------------------------- | ----- | ----- | ----- | ------------- | ---- | ---- | ----------- | -------- |
| Freguesia                                          |       |       |       |               |      |      |             | Votantes |
| Ameixial (Santa Vitória e São Bento)               | 33,67 | 41,96 | 7,04  | 7,29          | 4,27 | 1,26 | 1,01        | 398      |
| Arcos                                              | 40,08 | 26,72 | 6,48  | 10,22         | 3,34 | 3,54 | 3,34        | 509      |
| Estremoz (Santa Maria e Santo André)               | 34,46 | 27,27 | 9,76  | 10,65         | 6,35 | 5,57 | 2,03        | 3 700    |
| Évora Monte                                        | 35,83 | 28,99 | 10,42 | 5,54          | 2,61 | 7,17 | 2,93        | 307      |
| Glória                                             | 34,67 | 30,67 | 12,33 | 8,67          | 3,33 | 5,33 | 4,00        | 300      |
| São Bento do Cortiço e Santo Estêvão               | 35,99 | 52,90 | 3,14  | 2,17          | 2,66 | 0,48 | 0,48        | 414      |
| São Domingos de Ana Loura                          | 43,27 | 26,44 | 13,46 | 3,85          | 6,25 | 2,88 | 2,88        | 208      |
| São Lourenço de Mamporcão e São Bento de Ana Loura | 50,00 | 14,94 | 15,91 | 10,71         | 2,27 | 1,62 | 0,97        | 308      |
| Veiros                                             | 27,41 | 58,70 | 2,78  | 2,96          | 2,04 | 2,78 | 0,56        | 540      |
| Estremoz                                           | 35,43 | 31,87 | 8,92  | 8,74          | 4,92 | 4,41 | 1,96        | 6 684    |

#### Juntas de Freguesia
| Partido                 | Partido                        | Votos  | %               | +/-   | Presidentes | +/-     | Mandatos | +/-     |
| ----------------------- | ------------------------------ | ------ | --------------- | ----- | ----------- | ------- | -------- | ------- |
|                         | Grupo de Cidadãos              | 2 513  | 37,60 / 100,00  | 12,91 | 6 / 9       | Estável | 34 / 69  | 4       |
|                         | Partido Socialista             | 2 200  | 32,91 / 100,00  | 2,20  | 3 / 9       | Estável | 26 / 69  | 1       |
|                         | Coligação Democrática Unitária | 610    | 9,13 / 100,00   | 1,50  | 0 / 9       | Estável | 4 / 69   | 2       |
|                         | PSD-CDS-PPM                    | 435    | 6,51 / 100,00   | 0,33  | 0 / 9       | Estável | 2 / 69   | Estável |
|                         | Nós, Cidadãos!                 | 341    | 5,10 / 100,00   | -     | 0 / 9       | -       | 2 / 69   | -       |
|                         | CHEGA                          | 234    | 3,50 / 100,00   | Novo  | 0 / 9       | Novo    | 1 / 69   | Novo    |
|                         | MPT-A-RIR                      | 102    | 1,53 / 100,00   | Novo  | 0 / 9       | Novo    | 0 / 69   | Novo    |
| Votos Inválidos         | Votos Inválidos                | 249    | 3,73 / 100,00   | 0,58  |             |         |          |         |
| Total                   | Total                          | 6 684  | 100,00 / 100,00 |       | 9 / 9       |         | 69 / 69  |         |
| Eleitorado/Participação | Eleitorado/Participação        | 11 263 | 59,34 / 100,00  | 0,80  |             |         |          |         |

| Freguesia                                          | Partido Vencedor | Partido Vencedor   | %              | Mandatos |
| -------------------------------------------------- | ---------------- | ------------------ | -------------- | -------- |
| Ameixial (Santa Vitória e São Bento)               |                  | Grupo de Cidadãos  | 40,45 / 100,00 | 4 / 7    |
| Arcos                                              |                  | Grupo de Cidadãos  | 73,62 / 100,00 | 6 / 7    |
| Estremoz (Santa Maria e Santo André)               |                  | Partido Socialista | 35,45 / 100,00 | 5 / 13   |
| Évora Monte                                        |                  | Grupo de Cidadãos  | 64,50 / 100,00 | 6 / 7    |
| Glória                                             |                  | Grupo de Cidadãos  | 51,00 / 100,00 | 4 / 7    |
| São Bento do Cortiço e Santo Estêvão               |                  | Grupo de Cidadãos  | 61,59 / 100,00 | 5 / 7    |
| São Domingos de Ana Loura                          |                  | Partido Socialista | 64,42 / 100,00 | 5 / 7    |
| São Lourenço de Mamporcão e São Bento de Ana Loura |                  | Partido Socialista | 60,39 / 100,00 | 5 / 7    |
| Veiros                                             |                  | Grupo de Cidadãos  | 66,11 / 100,00 | 5 / 7    |

### Évora

#### Câmara Municipal
| Partido                 | Partido                        | Votos  | %               | +/-   | Vereadores | +/-     |
| ----------------------- | ------------------------------ | ------ | --------------- | ----- | ---------- | ------- |
|                         | Coligação Democrática Unitária | 6 413  | 27,44 / 100,00  | 13,08 | 2 / 7      | 2       |
|                         | Partido Socialista             | 6 140  | 26,27 / 100,00  | 0,12  | 2 / 7      | Estável |
|                         | PSD-CDS-MPT-PPM                | 4 458  | 19,07 / 100,00  | -     | 2 / 7      | -       |
|                         | NC-RIR                         | 2 972  | 12,71 / 100,00  | Novo  | 1 / 7      | Novo    |
|                         | CHEGA                          | 1 591  | 6,81 / 100,00   | Novo  | 0 / 7      | Novo    |
|                         | Bloco de Esquerda              | 888    | 3,80 / 100,00   | 0,99  | 0 / 7      | Estável |
| Votos Inválidos         | Votos Inválidos                | 912    | 3,90 / 100,00   | 1,49  |            |         |
| Total                   | Total                          | 23 374 | 100,00 / 100,00 |       | 7 / 7      |         |
| Eleitorado/Participação | Eleitorado/Participação        | 46 895 | 49,84 / 100,00  | 0,94  |            |         |

#### Assembleia Municipal
| Partido                 | Partido                        | Votos  | %               | +/-   | Deputados | +/-     |
| ----------------------- | ------------------------------ | ------ | --------------- | ----- | --------- | ------- |
|                         | Partido Socialista             | 6 170  | 26,40 / 100,00  | 1,16  | 6 / 21    | 1       |
|                         | Coligação Democrática Unitária | 5 825  | 24,92 / 100,00  | 11,26 | 6 / 21    | 3       |
|                         | PSD-CDS-MPT-PPM                | 4 527  | 19,37 / 100,00  | -     | 4 / 21    | -       |
|                         | NC-RIR                         | 3 038  | 13,00 / 100,00  | Novo  | 3 / 21    | Novo    |
|                         | CHEGA                          | 1 735  | 7,42 / 100,00   | Novo  | 1 / 21    | Novo    |
|                         | Bloco de Esquerda              | 1 124  | 4,81 / 100,00   | 1,09  | 1 / 21    | Estável |
| Votos Inválidos         | Votos Inválidos                | 954    | 4,08 / 100,00   | 1,59  |           |         |
| Total                   | Total                          | 23 373 | 100,00 / 100,00 |       | 21 / 21   |         |
| Eleitorado/Participação | Eleitorado/Participação        | 46 895 | 49,84 / 100,00  | 0,94  |           |         |

#### Juntas de Freguesia
| Partido                 | Partido                        | Votos  | %               | +/-   | Presidentes | +/-     | Vereadores | +/-  |
| ----------------------- | ------------------------------ | ------ | --------------- | ----- | ----------- | ------- | ---------- | ---- |
|                         | Partido Socialista             | 6 782  | 29,02 / 100,00  | 1,90  | 7 / 12      | 1       | 42 / 100   | 1    |
|                         | Coligação Democrática Unitária | 5 622  | 24,06 / 100,00  | 10,59 | 2 / 12      | 3       | 29 / 100   | 11   |
|                         | PSD-CDS-MPT-PPM                | 4 199  | 17,97 / 100,00  | -     | 1 / 12      | -       | 12 / 100   | -    |
|                         | NC-RIR                         | 2 813  | 12,04 / 100,00  | Novo  | 0 / 12      | Novo    | 6 / 100    | Novo |
|                         | CHEGA                          | 1 520  | 6,50 / 100,00   | Novo  | 0 / 12      | Novo    | 3 / 100    | Novo |
|                         | Bloco de Esquerda              | 954    | 4,08 / 100,00   | 1,12  | 0 / 12      | Estável | 0 / 100    | 2    |
|                         | Grupo de Cidadãos              | 544    | 2,33 / 100,00   | 1,05  | 2 / 12      | 1       | 8 / 100    | 3    |
| Votos Inválidos         | Votos Inválidos                | 935    | 4,00 / 100,00   | 2,03  |             |         |            |      |
| Total                   | Total                          | 23 369 | 100,00 / 100,00 |       | 12 / 12     |         | 100 / 100  | 2    |
| Eleitorado/Participação | Eleitorado/Participação        | 46 895 | 49,83 / 100,00  | 0,93  |             |         |            |      |

### Montemor-o-Novo

#### Câmara Municipal
| Partido                 | Partido                        | Votos  | %               | +/-  | Vereadores | +/-     |
| ----------------------- | ------------------------------ | ------ | --------------- | ---- | ---------- | ------- |
|                         | Partido Socialista             | 3 410  | 40,15 / 100,00  | 2,39 | 3 / 7      | Estável |
|                         | Coligação Democrática Unitária | 2 896  | 34,10 / 100,00  | 9,52 | 3 / 7      | 1       |
|                         | CDS-PSD                        | 1 542  | 18,16 / 100,00  | -    | 1 / 7      | -       |
|                         | CHEGA                          | 231    | 2,72 / 100,00   | Novo | 0 / 7      | Novo    |
|                         | Montemor-o-Vivo                | 132    | 1,55 / 100,00   | Novo | 0 / 7      | Novo    |
| Votos Inválidos         | Votos Inválidos                | 282    | 3,32 / 100,00   | 1,00 |            |         |
| Total                   | Total                          | 8 493  | 100,00 / 100,00 |      | 7 / 7      |         |
| Eleitorado/Participação | Eleitorado/Participação        | 13 816 | 61,47 / 100,00  | 0,51 |            |         |

| Freguesia                               | %     | %     | %        | %    | %    | Votantes |
| Freguesia                               | PS    | CDU   | CDS- PSD | CH   | MOV  | Votantes |
| --------------------------------------- | ----- | ----- | -------- | ---- | ---- | -------- |
| Freguesia                               |       |       |          |      |      | Votantes |
| Cabrela                                 | 60,64 | 22,70 | 6,74     | 5,32 | 0    | 282      |
| Ciborro                                 | 33,59 | 50,26 | 10,77    | 1,28 | 0,51 | 390      |
| Cortiçadas de Lavre e Lavre             | 34,75 | 35,03 | 20,48    | 4,52 | 0,71 | 708      |
| Foros de Vale de Figueira               | 38,12 | 45,04 | 10,64    | 1,77 | 1,60 | 564      |
| N.S. da Vila, N.S. do Bispo e Silveiras | 40,33 | 31,98 | 20,14    | 2,60 | 1,83 | 5 582    |
| Santiago do Escoural                    | 49,77 | 36,95 | 8,24     | 1,53 | 1,53 | 655      |
| São Cristóvão                           | 22,44 | 34,29 | 31,41    | 4,49 | 1,28 | 312      |
| Montemor-o-Novo                         | 40,15 | 34,10 | 18,16    | 2,72 | 1,55 | 8 493    |

#### Assembleia Municipal
| Partido                 | Partido                        | Votos  | %               | +/-  | Deputados | +/-  |
| ----------------------- | ------------------------------ | ------ | --------------- | ---- | --------- | ---- |
|                         | Partido Socialista             | 3 214  | 37,85 / 100,00  | 1,55 | 9 / 21    | 1    |
|                         | Coligação Democrática Unitária | 2 912  | 34,29 / 100,00  | 9,25 | 8 / 21    | 2    |
|                         | CDS-PSD                        | 1 666  | 19,62 / 100,00  | -    | 4 / 21    | -    |
|                         | CHEGA                          | 238    | 2,80 / 100,00   | Novo | 0 / 21    | Novo |
|                         | Montemor-o-Vivo                | 183    | 2,15 / 100,00   | Novo | 0 / 21    | Novo |
| Votos Inválidos         | Votos Inválidos                | 279    | 3,28 / 100,00   | 0,85 |           |      |
| Total                   | Total                          | 8 492  | 100,00 / 100,00 |      | 21 / 21   |      |
| Eleitorado/Participação | Eleitorado/Participação        | 13 816 | 61,46 / 100,00  | 0,50 |           |      |

| Freguesia                               | %     | %     | %        | %    | %    | Votantes |
| Freguesia                               | PS    | CDU   | CDS- PSD | CH   | MOV  | Votantes |
| --------------------------------------- | ----- | ----- | -------- | ---- | ---- | -------- |
| Freguesia                               |       |       |          |      |      | Votantes |
| Cabrela                                 | 60,64 | 21,28 | 5,32     | 6,38 | 0,35 | 282      |
| Ciborro                                 | 34,62 | 51,28 | 7,95     | 2,05 | 0,51 | 390      |
| Cortiçadas de Lavre e Lavre             | 34,46 | 35,31 | 19,92    | 4,66 | 0,99 | 708      |
| Foros de Vale de Figueira               | 37,77 | 45,39 | 9,93     | 2,30 | 1,77 | 564      |
| N.S. da Vila, N.S. do Bispo e Silveiras | 36,84 | 32,27 | 22,67    | 2,54 | 2,69 | 5 581    |
| Santiago do Escoural                    | 50,38 | 36,34 | 8,40     | 1,53 | 1,37 | 655      |
| São Cristóvão                           | 20,83 | 34,29 | 33,01    | 4,49 | 1,28 | 312      |
| Montemor-o-Novo                         | 37,85 | 34,29 | 19,62    | 2,80 | 2,15 | 8 492    |

#### Juntas de Freguesia
| Partido                 | Partido                        | Votos  | %               | +/-  | Presidentes | +/- | Mandatos | +/- |
| ----------------------- | ------------------------------ | ------ | --------------- | ---- | ----------- | --- | -------- | --- |
|                         | Coligação Democrática Unitária | 3 388  | 39,90 / 100,00  | 6,71 | 4 / 7       | 2   | 25 / 57  | 6   |
|                         | Partido Socialista             | 3 054  | 35,96 / 100,00  | 0,69 | 2 / 7       | 1   | 23 / 57  | 2   |
|                         | CDS-PSD                        | 1 597  | 18,81 / 100,00  | -    | 1 / 7       | -   | 9 / 57   | -   |
|                         | Grupo de Cidadãos              | 138    | 1,63 / 100,00   | -    | 0 / 7       | -   | 0 / 57   | -   |
| Votos Inválidos         | Votos Inválidos                | 315    | 3,71 / 100,00   | 0,06 |             |     |          |     |
| Total                   | Total                          | 8 492  | 100,00 / 100,00 |      | 7 / 7       |     | 57 / 57  | 2   |
| Eleitorado/Participação | Eleitorado/Participação        | 13 816 | 61,46 / 100,00  | 0,50 |             |     |          |     |

| Freguesia                               | Partido Vencedor | Partido Vencedor               | %              | Mandatos |
| --------------------------------------- | ---------------- | ------------------------------ | -------------- | -------- |
| Cabrela                                 |                  | Partido Socialista             | 74,11 / 100,00 | 6 / 7    |
| Ciborro                                 |                  | Coligação Democrática Unitária | 62,82 / 100,00 | 5 / 7    |
| Cortiçadas de Lavre e Lavre             |                  | Coligação Democrática Unitária | 38,84 / 100,00 | 4 / 9    |
| Foros de Vale de Figueira               |                  | Coligação Democrática Unitária | 48,94 / 100,00 | 4 / 7    |
| N.S. da Vila, N.S. do Bispo e Silveiras |                  | Coligação Democrática Unitária | 38,94 / 100,00 | 5 / 13   |
| Santiago do Escoural                    |                  | Partido Socialista             | 54,96 / 100,00 | 4 / 7    |
| São Cristóvão                           |                  | CDS-PSD                        | 49,68 / 100,00 | 4 / 7    |

### Mora

#### Câmara Municipal
| Partido                 | Partido                        | Votos | %               | +/-   | Vereadores | +/- |
| ----------------------- | ------------------------------ | ----- | --------------- | ----- | ---------- | --- |
|                         | Partido Socialista             | 1 227 | 48,12 / 100,00  | 25,91 | 3 / 5      | 2   |
|                         | Coligação Democrática Unitária | 1 110 | 43,53 / 100,00  | 19,37 | 2 / 5      | 2   |
|                         | PSD-CDS-PPM                    | 104   | 4,08 / 100,00   | -     | 0 / 5      | -   |
| Votos Inválidos         | Votos Inválidos                | 109   | 4,18 / 100,00   | 1,26  |            |     |
| Total                   | Total                          | 2 550 | 100,00 / 100,00 |       | 5 / 5      |     |
| Eleitorado/Participação | Eleitorado/Participação        | 3 965 | 64,31 / 100,00  | 3,56  |            |     |

| Freguesia | %     | %     | %             | Votantes |
| Freguesia | PS    | CDU   | PSD- CDS- PPM | Votantes |
| --------- | ----- | ----- | ------------- | -------- |
| Freguesia |       |       |               | Votantes |
| Brotas    | 39,13 | 54,94 | 1,98          | 253      |
| Cabeção   | 45,66 | 47,93 | 1,45          | 484      |
| Mora      | 49,11 | 41,85 | 4,59          | 1 350    |
| Pavia     | 52,70 | 37,58 | 6,48          | 463      |
| Mora      | 48,12 | 43,53 | 4,08          | 2 550    |

#### Assembleia Municipal
| Partido                 | Partido                        | Votos | %               | +/-   | Deputados | +/- |
| ----------------------- | ------------------------------ | ----- | --------------- | ----- | --------- | --- |
|                         | Partido Socialista             | 1 194 | 46,82 / 100,00  | 24,61 | 8 / 15    | 4   |
|                         | Coligação Democrática Unitária | 1 128 | 44,24 / 100,00  | 16,31 | 7 / 15    | 3   |
|                         | PSD-CDS-PPM                    | 125   | 4,90 / 100,00   | -     | 0 / 15    | -   |
| Votos Inválidos         | Votos Inválidos                | 103   | 4,04 / 100,00   | 2,17  |           |     |
| Total                   | Total                          | 2 550 | 100,00 / 100,00 |       | 15 / 15   |     |
| Eleitorado/Participação | Eleitorado/Participação        | 3 965 | 64,31 / 100,00  | 3,56  |           |     |

| Freguesia | %     | %     | %             | Votantes |
| Freguesia | PS    | CDU   | PSD- CDS- PPM | Votantes |
| --------- | ----- | ----- | ------------- | -------- |
| Freguesia |       |       |               | Votantes |
| Brotas    | 38,34 | 56,13 | 2,77          | 253      |
| Cabeção   | 44,21 | 48,97 | 1,45          | 484      |
| Mora      | 47,93 | 42,22 | 5,56          | 1 350    |
| Pavia     | 50,97 | 38,66 | 7,78          | 463      |
| Mora      | 46,82 | 44,24 | 4,90          | 2 550    |

#### Juntas de Freguesia
| Partido                 | Partido                        | Votos | %               | +/-   | Presidentes | +/- | Mandatos | +/- |
| ----------------------- | ------------------------------ | ----- | --------------- | ----- | ----------- | --- | -------- | --- |
|                         | Coligação Democrática Unitária | 1 228 | 48,16 / 100,00  | 15,51 | 3 / 4       | 1   | 16 / 30  | 7   |
|                         | Partido Socialista             | 1 113 | 43,65 / 100,00  | 17,81 | 1 / 4       | 1   | 14 / 30  | 7   |
|                         | PSD-CDS-PPM                    | 115   | 4,51 / 100,00   | -     | 0 / 4       | -   | 0 / 30   | -   |
| Votos Inválidos         | Votos Inválidos                | 94    | 3,68 / 100,00   | 6,81  |             |     |          |     |
| Total                   | Total                          | 2 550 | 100,00 / 100,00 |       | 4 / 4       |     | 30 / 30  |     |
| Eleitorado/Participação | Eleitorado/Participação        | 3 965 | 64,31 / 100,00  | 3,56  |             |     |          |     |

| Freguesia | Partido Vencedor | Partido Vencedor               | %              | Mandatos |
| --------- | ---------------- | ------------------------------ | -------------- | -------- |
| Brotas    |                  | Coligação Democrática Unitária | 58,89 / 100,00 | 4 / 7    |
| Cabeção   |                  | Coligação Democrática Unitária | 50,41 / 100,00 | 4 / 7    |
| Mora      |                  | Coligação Democrática Unitária | 48,37 / 100,00 | 5 / 9    |
| Pavia     |                  | Partido Socialista             | 50,97 / 100,00 | 4 / 7    |

### Mourão

#### Câmara Municipal
| Partido                 | Partido                        | Votos | %               | +/-  | Vereadores | +/-     |
| ----------------------- | ------------------------------ | ----- | --------------- | ---- | ---------- | ------- |
|                         | PSD-CDS                        | 743   | 47,14 / 100,00  | -    | 3 / 5      | -       |
|                         | Partido Socialista             | 580   | 36,80 / 100,00  | 8,69 | 2 / 5      | 1       |
|                         | Coligação Democrática Unitária | 128   | 8,12 / 100,00   | 0,28 | 0 / 5      | Estável |
|                         | CHEGA                          | 78    | 4,95 / 100,00   | Novo | 0 / 5      | Novo    |
| Votos Inválidos         | Votos Inválidos                | 47    | 2,98 / 100,00   | 1,07 |            |         |
| Total                   | Total                          | 1 576 | 100,00 / 100,00 |      | 5 / 5      |         |
| Eleitorado/Participação | Eleitorado/Participação        | 2 171 | 72,59 / 100,00  | 0,17 |            |         |

| Freguesia | %        | %     | %     | %    | Votantes |
| Freguesia | PSD- CDS | PS    | CDU   | CH   | Votantes |
| --------- | -------- | ----- | ----- | ---- | -------- |
| Freguesia |          |       |       |      | Votantes |
| Granja    | 35,94    | 37,39 | 17,39 | 5,22 | 345      |
| Luz       | 53,69    | 35,47 | 2,96  | 4,93 | 203      |
| Mourão    | 49,61    | 36,87 | 6,03  | 4,86 | 1 028    |
| Mourão    | 47,14    | 36,80 | 8,12  | 4,95 | 1 576    |

#### Assembleia Municipal
| Partido                 | Partido                        | Votos | %               | +/-  | Deputados | +/-     |
| ----------------------- | ------------------------------ | ----- | --------------- | ---- | --------- | ------- |
|                         | PSD-CDS                        | 703   | 44,61 / 100,00  | -    | 7 / 15    | -       |
|                         | Partido Socialista             | 563   | 35,72 / 100,00  | 7,08 | 6 / 15    | 1       |
|                         | Coligação Democrática Unitária | 158   | 10,03 / 100,00  | 0,22 | 1 / 15    | Estável |
|                         | CHEGA                          | 98    | 6,22 / 100,00   | Novo | 1 / 15    | Novo    |
| Votos Inválidos         | Votos Inválidos                | 54    | 3,42 / 100,00   | 0,99 |           |         |
| Total                   | Total                          | 1 576 | 100,00 / 100,00 |      | 15 / 15   |         |
| Eleitorado/Participação | Eleitorado/Participação        | 2 171 | 72,59 / 100,00  | 0,17 |           |         |

| Freguesia | %        | %     | %     | %    | Votantes |
| Freguesia | PSD- CDS | PS    | CDU   | CH   | Votantes |
| --------- | -------- | ----- | ----- | ---- | -------- |
| Freguesia |          |       |       |      | Votantes |
| Granja    | 30,43    | 33,62 | 21,74 | 8,70 | 345      |
| Luz       | 57,14    | 33,99 | 1,97  | 5,42 | 203      |
| Mourão    | 46,89    | 36,77 | 7,68  | 5,54 | 1 028    |
| Mourão    | 44,61    | 35,72 | 10,03 | 6,22 | 1 576    |

#### Juntas de Freguesia
| Partido                 | Partido                        | Votos | %               | +/-  | Presidentes | +/-  | Mandatos | +/-     |
| ----------------------- | ------------------------------ | ----- | --------------- | ---- | ----------- | ---- | -------- | ------- |
|                         | PSD-CDS                        | 633   | 40,16 / 100,00  | -    | 1 / 3       | -    | 11 / 23  | -       |
|                         | Partido Socialista             | 608   | 38,58 / 100,00  | 2,01 | 1 / 3       | 1    | 9 / 23   | Estável |
|                         | Coligação Democrática Unitária | 229   | 14,53 / 100,00  | 3,31 | 1 / 3       | 1    | 3 / 23   | 1       |
|                         | CHEGA                          | 52    | 3,30 / 100,00   | Novo | 0 / 3       | Novo | 0 / 23   | Novo    |
| Votos Inválidos         | Votos Inválidos                | 54    | 3,43 / 100,00   | 0,92 |             |      |          |         |
| Total                   | Total                          | 1 576 | 100,00 / 100,00 |      | 3 / 3       |      | 23 / 23  |         |
| Eleitorado/Participação | Eleitorado/Participação        | 2 171 | 72,59 / 100,00  | 0,17 |             |      |          |         |

| Freguesia | Partido Vencedor | Partido Vencedor               | %              | Mandatos |
| --------- | ---------------- | ------------------------------ | -------------- | -------- |
| Granja    |                  | Coligação Democrática Unitária | 37,68 / 100,00 | 3 / 7    |
| Luz       |                  | PSD-CDS                        | 64,53 / 100,00 | 5 / 7    |
| Mourão    |                  | Partido Socialista             | 44,55 / 100,00 | 5 / 9    |

### Portel

#### Câmara Municipal
| Partido                 | Partido                        | Votos | %               | +/-  | Vereadores | +/- |
| ----------------------- | ------------------------------ | ----- | --------------- | ---- | ---------- | --- |
|                         | Partido Socialista             | 2 043 | 56,67 / 100,00  | 7,07 | 3 / 5      | 1   |
|                         | Coligação Democrática Unitária | 1 342 | 37,23 / 100,00  | 6,60 | 2 / 5      | 1   |
|                         | Partido Social Democrata       | 138   | 3,83 / 100,00   | -    | 0 / 5      | -   |
| Votos Inválidos         | Votos Inválidos                | 82    | 2,28 / 100,00   | 0,86 |            |     |
| Total                   | Total                          | 3 605 | 100,00 / 100,00 |      | 5 / 5      |     |
| Eleitorado/Participação | Eleitorado/Participação        | 5 091 | 70,81 / 100,00  | 0,35 |            |     |

| Freguesia                          | %     | %     | %    | Votantes |
| Freguesia                          | PS    | CDU   | PSD  | Votantes |
| ---------------------------------- | ----- | ----- | ---- | -------- |
| Freguesia                          |       |       |      | Votantes |
| Amieira e Alqueva                  | 43,60 | 52,37 | 1,90 | 422      |
| Monte do Trigo                     | 58,25 | 38,92 | 1,42 | 776      |
| Portel                             | 53,87 | 38,06 | 5,41 | 1 461    |
| Santana                            | 67,30 | 25,86 | 4,56 | 263      |
| São Bartolomeu do Outeiro e Oriola | 68,40 | 25,54 | 3,90 | 462      |
| Vera Cruz                          | 57,47 | 34,84 | 4,52 | 221      |
| Portel                             | 56,67 | 37,23 | 3,83 | 3 605    |

#### Assembleia Municipal
| Partido                 | Partido                        | Votos | %               | +/-  | Deputados | +/- |
| ----------------------- | ------------------------------ | ----- | --------------- | ---- | --------- | --- |
|                         | Partido Socialista             | 1 914 | 53,09 / 100,00  | 7,34 | 8 / 15    | 2   |
|                         | Coligação Democrática Unitária | 1 387 | 38,47 / 100,00  | 4,61 | 6 / 15    | 1   |
|                         | Partido Social Democrata       | 220   | 6,10 / 100,00   | -    | 1 / 15    | -   |
| Votos Inválidos         | Votos Inválidos                | 84    | 2,33 / 100,00   | 0,60 |           |     |
| Total                   | Total                          | 3 605 | 100,00 / 100,00 |      | 15 / 15   |     |
| Eleitorado/Participação | Eleitorado/Participação        | 5 091 | 70,81 / 100,00  | 0,35 |           |     |

| Freguesia                          | %     | %     | %    | Votantes |
| Freguesia                          | PS    | CDU   | PSD  | Votantes |
| ---------------------------------- | ----- | ----- | ---- | -------- |
| Freguesia                          |       |       |      | Votantes |
| Amieira e Alqueva                  | 41,71 | 54,03 | 2,37 | 422      |
| Monte do Trigo                     | 53,09 | 44,07 | 1,68 | 776      |
| Portel                             | 49,62 | 37,44 | 9,92 | 1 461    |
| Santana                            | 66,92 | 26,62 | 4,18 | 263      |
| São Bartolomeu do Outeiro e Oriola | 64,94 | 26,84 | 5,63 | 462      |
| Vera Cruz                          | 56,56 | 34,39 | 6,79 | 221      |
| Portel                             | 53,09 | 38,47 | 6,10 | 3 605    |

#### Juntas de Freguesia
| Partido                 | Partido                        | Votos | %               | +/-  | Presidentes | +/-     | Mandatos | +/- |
| ----------------------- | ------------------------------ | ----- | --------------- | ---- | ----------- | ------- | -------- | --- |
|                         | Partido Socialista             | 1 835 | 50,90 / 100,00  | 6,22 | 4 / 6       | Estável | 26 / 46  | 2   |
|                         | Coligação Democrática Unitária | 1 476 | 40,94 / 100,00  | 3,51 | 2 / 6       | Estável | 20 / 46  | 2   |
|                         | Partido Social Democrata       | 187   | 5,19 / 100,00   | -    | 0 / 6       | -       | 0 / 46   | -   |
| Votos Inválidos         | Votos Inválidos                | 107   | 2,97 / 100,00   | 0,58 |             |         |          |     |
| Total                   | Total                          | 3 605 | 100,00 / 100,00 |      | 6 / 6       |         | 46 / 46  |     |
| Eleitorado/Participação | Eleitorado/Participação        | 5 091 | 70,81 / 100,00  | 0,35 |             |         |          |     |

| Freguesia                          | Partido Vencedor | Partido Vencedor               | %              | Mandatos |
| ---------------------------------- | ---------------- | ------------------------------ | -------------- | -------- |
| Amieira e Alqueva                  |                  | Coligação Democrática Unitária | 60,19 / 100,00 | 5 / 7    |
| Monte do Trigo                     |                  | Coligação Democrática Unitária | 50,90 / 100,00 | 5 / 9    |
| Portel                             |                  | Partido Socialista             | 50,31 / 100,00 | 5 / 9    |
| Santana                            |                  | Partido Socialista             | 60,46 / 100,00 | 5 / 7    |
| São Bartolomeu do Outeiro e Oriola |                  | Partido Socialista             | 64,07 / 100,00 | 5 / 7    |
| Vera Cruz                          |                  | Partido Socialista             | 58,37 / 100,00 | 5 / 7    |

### Redondo

#### Câmara Municipal
| Partido                 | Partido                                                        | Votos | %               | +/-   | Vereadores | +/-     |
| ----------------------- | -------------------------------------------------------------- | ----- | --------------- | ----- | ---------- | ------- |
|                         | PSD-CDS                                                        | 1 527 | 43,73 / 100,00  | 22,47 | 3 / 5      | 2       |
|                         | Movimento Independente do Concelho do Redondo (Apoiado por PS) | 950   | 27,21 / 100,00  | 8,80  | 1 / 5      | 1       |
|                         | Coligação Democrática Unitária                                 | 485   | 13,89 / 100,00  | 7,89  | 1 / 5      | Estável |
|                         | Movimento Independente Viver Redondo                           | 357   | 10,22 / 100,00  | Novo  | 0 / 5      | Novo    |
|                         | CHEGA                                                          | 77    | 2,21 / 100,00   | Novo  | 0 / 5      | Novo    |
| Votos Inválidos         | Votos Inválidos                                                | 96    | 2,75 / 100,00   | 0,09  |            |         |
| Total                   | Total                                                          | 3 492 | 100,00 / 100,00 |       | 5 / 5      |         |
| Eleitorado/Participação | Eleitorado/Participação                                        | 5 645 | 61,86 / 100,00  | 2,27  |            |         |

| Freguesia | %        | %     | %     | %     | %    | Votantes |
| Freguesia | PSD- CDS | MICRE | CDU   | MVR   | CH   | Votantes |
| --------- | -------- | ----- | ----- | ----- | ---- | -------- |
| Freguesia |          |       |       |       |      | Votantes |
| Montoito  | 32,69    | 38,87 | 16,61 | 4,42  | 3,71 | 566      |
| Redondo   | 45,86    | 24,95 | 13,36 | 11,35 | 1,91 | 2 926    |
| Redondo   | 43,73    | 27,21 | 13,89 | 10,22 | 2,21 | 3 492    |

#### Assembleia Municipal
| Partido                 | Partido                                       | Votos | %               | +/-   | Deputados | +/-  |
| ----------------------- | --------------------------------------------- | ----- | --------------- | ----- | --------- | ---- |
|                         | PSD-CDS                                       | 1 589 | 45,50 / 100,00  | 23,28 | 7 / 15    | 4    |
|                         | Movimento Independente do Concelho do Redondo | 856   | 24,51 / 100,00  | 10,38 | 4 / 15    | 2    |
|                         | Coligação Democrática Unitária                | 476   | 13,63 / 100,00  | 5,37  | 2 / 15    | 1    |
|                         | Movimento Independente Viver Redondo          | 401   | 11,48 / 100,00  | Novo  | 2 / 15    | Novo |
|                         | CHEGA                                         | 72    | 2,06 / 100,00   | Novo  | 0 / 15    | Novo |
| Votos Inválidos         | Votos Inválidos                               | 98    | 2,81 / 100,00   | 0,27  |           |      |
| Total                   | Total                                         | 3 492 | 100,00 / 100,00 |       | 15 / 15   |      |
| Eleitorado/Participação | Eleitorado/Participação                       | 5 645 | 61,86 / 100,00  | 2,27  |           |      |

| Freguesia | %        | %     | %     | %     | %    | Votantes |
| Freguesia | PSD- CDS | MICRE | CDU   | MVR   | CH   | Votantes |
| --------- | -------- | ----- | ----- | ----- | ---- | -------- |
| Freguesia |          |       |       |       |      | Votantes |
| Montoito  | 32,51    | 38,52 | 16,96 | 4,95  | 3,18 | 566      |
| Redondo   | 48,02    | 21,80 | 12,99 | 12,75 | 1,85 | 2 926    |
| Redondo   | 45,50    | 24,51 | 13,63 | 11,48 | 2,06 | 3 492    |

#### Juntas de Freguesia
| Partido                 | Partido                        | Votos | %               | +/-     | Presidentes | +/-     | Mandatos | +/- |
| ----------------------- | ------------------------------ | ----- | --------------- | ------- | ----------- | ------- | -------- | --- |
|                         | PSD-CDS                        | 1 940 | 55,56 / 100,00  | 23,49   | 1 / 2       | Estável | 8 / 16   | 3   |
|                         | Grupo de Cidadãos              | 1 082 | 30,99 / 100,00  | 0,47    | 1 / 2       | Estável | 6 / 16   | 2   |
|                         | Coligação Democrática Unitária | 372   | 10,65 / 100,00  | 6,53    | 0 / 2       | Estável | 2 / 16   | 1   |
| Votos Inválidos         | Votos Inválidos                | 98    | 2,81 / 100,00   | Estável |             |         |          |     |
| Total                   | Total                          | 3 492 | 100,00 / 100,00 |         | 2 / 2       |         | 16 / 16  | 2   |
| Eleitorado/Participação | Eleitorado/Participação        | 5 645 | 61,86 / 100,00  | 2,27    |             |         |          |     |

| Freguesia | Partido Vencedor | Partido Vencedor  | %              | Mandatos |
| --------- | ---------------- | ----------------- | -------------- | -------- |
| Montoito  |                  | Grupo de Cidadãos | 45,76 / 100,00 | 4 / 7    |
| Redondo   |                  | PSD-CDS           | 60,77 / 100,00 | 6 / 9    |

### Reguengos de Monsaraz

#### Câmara Municipal
| Partido                 | Partido                        | Votos | %               | +/-   | Vereadores | +/-     |
| ----------------------- | ------------------------------ | ----- | --------------- | ----- | ---------- | ------- |
|                         | Partido Social Democrata       | 2 502 | 48,62 / 100,00  | 28,52 | 3 / 5      | 2       |
|                         | Partido Socialista             | 1 812 | 35,21 / 100,00  | 27,90 | 2 / 5      | 2       |
|                         | Coligação Democrática Unitária | 355   | 6,90 / 100,00   | 3,33  | 0 / 5      | Estável |
|                         | CHEGA                          | 297   | 5,77 / 100,00   | Novo  | 0 / 5      | Novo    |
| Votos Inválidos         | Votos Inválidos                | 180   | 3,50 / 100,00   | 0,61  |            |         |
| Total                   | Total                          | 5 146 | 100,00 / 100,00 |       | 5 / 5      |         |
| Eleitorado/Participação | Eleitorado/Participação        | 8 866 | 58,04 / 100,00  | 3,40  |            |         |

| Freguesia             | %     | %     | %     | %    | Votantes |
| Freguesia             | PSD   | PS    | CDU   | CH   | Votantes |
| --------------------- | ----- | ----- | ----- | ---- | -------- |
| Freguesia             |       |       |       |      | Votantes |
| Campo e Campinho      | 40,55 | 31,89 | 15,73 | 8,23 | 693      |
| Corval                | 37,05 | 47,02 | 8,78  | 3,13 | 672      |
| Monsaraz              | 42,17 | 45,30 | 4,10  | 7,23 | 415      |
| Reguengos de Monsaraz | 53,39 | 32,29 | 5,05  | 5,61 | 3 366    |
| Reguengos de Monsaraz | 48,62 | 35,21 | 6,90  | 5,77 | 5 146    |

#### Assembleia Municipal
| Partido                 | Partido                        | Votos | %               | +/-   | Deputados | +/-  |
| ----------------------- | ------------------------------ | ----- | --------------- | ----- | --------- | ---- |
|                         | Partido Social Democrata       | 2 329 | 45,25 / 100,00  | 24,56 | 7 / 15    | 4    |
|                         | Partido Socialista             | 1 874 | 36,41 / 100,00  | 24,56 | 6 / 15    | 4    |
|                         | Coligação Democrática Unitária | 431   | 8,37 / 100,00   | 4,55  | 1 / 15    | 1    |
|                         | CHEGA                          | 326   | 6,33 / 100,00   | Novo  | 1 / 15    | Novo |
| Votos Inválidos         | Votos Inválidos                | 187   | 3,63 / 100,00   | 1,79  |           |      |
| Total                   | Total                          | 5 147 | 100,00 / 100,00 |       | 5 / 5     |      |
| Eleitorado/Participação | Eleitorado/Participação        | 8 866 | 58,05 / 100,00  | 3,41  |           |      |

| Freguesia             | %     | %     | %     | %     | Votantes |
| Freguesia             | PSD   | PS    | CDU   | CH    | Votantes |
| --------------------- | ----- | ----- | ----- | ----- | -------- |
| Freguesia             |       |       |       |       | Votantes |
| Campo e Campinho      | 35,93 | 34,49 | 17,75 | 7,65  | 693      |
| Corval                | 32,19 | 49,63 | 9,69  | 3,73  | 671      |
| Monsaraz              | 35,42 | 46,02 | 5,78  | 10,60 | 415      |
| Reguengos de Monsaraz | 50,98 | 32,99 | 6,50  | 6,06  | 3 368    |
| Reguengos de Monsaraz | 45,25 | 36,41 | 8,37  | 6,33  | 5 147    |

#### Juntas de Fregusia
| Partido                 | Partido                        | Votos | %               | +/-   | Presidentes | +/-     | Vereadores | +/-  |
| ----------------------- | ------------------------------ | ----- | --------------- | ----- | ----------- | ------- | ---------- | ---- |
|                         | Partido Social Democrata       | 2 082 | 40,41 / 100,00  | 18,96 | 1 / 4       | 1       | 14 / 38    | 8    |
|                         | Partido Socialista             | 1 969 | 38,22 / 100,00  | 22,57 | 3 / 4       | 1       | 19 / 38    | 8    |
|                         | Coligação Democrática Unitária | 457   | 8,87 / 100,00   | 3,36  | 0 / 4       | Estável | 3 / 38     | 2    |
|                         | CHEGA                          | 324   | 6,29 / 100,00   | Novo  | 0 / 4       | Novo    | 0 / 38     | Novo |
|                         | Nós, Cidadãos!                 | 142   | 2,76 / 100,00   | -     | 0 / 4       | -       | 2 / 38     | -    |
| Votos Inválidos         | Votos Inválidos                | 178   | 3,45 / 100,00   | 2,08  |             |         |            |      |
| Total                   | Total                          | 5 152 | 100,00 / 100,00 |       | 4 / 4       |         | 38 / 38    |      |
| Eleitorado/Participação | Eleitorado/Participação        | 8 866 | 58,11 / 100,00  | 3,47  |             |         |            |      |

| Freguesia             | Partido Vencedor | Partido Vencedor         | %              | Mandatos |
| --------------------- | ---------------- | ------------------------ | -------------- | -------- |
| Campo e Campinho      |                  | Partido Socialista       | 27,42 / 100,00 | 3 / 9    |
| Corval                |                  | Partido Socialista       | 61,69 / 100,00 | 7 / 9    |
| Monsaraz              |                  | Partido Socialista       | 47,23 / 100,00 | 4 / 7    |
| Reguengos de Monsaraz |                  | Partido Social Democrata | 48,13 / 100,00 | 7 / 13   |

### Vendas Novas

#### Câmara Municipal
| Partido                 | Partido                        | Votos | %               | +/-   | Vereadores | +/-  |
| ----------------------- | ------------------------------ | ----- | --------------- | ----- | ---------- | ---- |
|                         | Partido Socialista             | 2 421 | 41,53 / 100,00  | 19,56 | 2 / 5      | 3    |
|                         | PSD-CDS                        | 2 020 | 34,65 / 100,00  | -     | 2 / 5      | -    |
|                         | Coligação Democrática Unitária | 1 076 | 18,46 / 100,00  | 6,75  | 1 / 5      | 1    |
|                         | CHEGA                          | 182   | 3,12 / 100,00   | Novo  | 0 / 5      | Novo |
| Votos Inválidos         | Votos Inválidos                | 131   | 2,25 / 100,00   | 0,45  |            |      |
| Total                   | Total                          | 5 830 | 100,00 / 100,00 |       | 5 / 5      | 2    |
| Eleitorado/Participação | Eleitorado/Participação        | 9 993 | 58,34 / 100,00  | 5,36  |            |      |

| Freguesia    | %     | %        | %     | %    | Votantes |
| Freguesia    | PS    | PSD- CDS | CDU   | CH   | Votantes |
| ------------ | ----- | -------- | ----- | ---- | -------- |
| Freguesia    |       |          |       |      | Votantes |
| Landeira     | 48,63 | 28,08    | 19,18 | 2,28 | 438      |
| Vendas Novas | 40,95 | 35,18    | 18,40 | 3,19 | 5 392    |
| Vendas Novas | 41,53 | 34,65    | 18,46 | 3,12 | 5 830    |

#### Assembleia Municipal
| Partido                 | Partido                        | Votos | %               | +/-   | Deputados | +/-  |
| ----------------------- | ------------------------------ | ----- | --------------- | ----- | --------- | ---- |
|                         | Partido Socialista             | 2 458 | 42,18 / 100,00  | 16,73 | 7 / 15    | 6    |
|                         | PSD-CDS                        | 1 882 | 32,29 / 100,00  | -     | 5 / 15    | -    |
|                         | Coligação Democrática Unitária | 1 141 | 19,58 / 100,00  | 6,76  | 3 / 15    | 3    |
|                         | CHEGA                          | 197   | 3,38 / 100,00   | Novo  | 0 / 15    | Novo |
| Votos Inválidos         | Votos Inválidos                | 150   | 2,57 / 100,00   | 0,15  |           |      |
| Total                   | Total                          | 5 828 | 100,00 / 100,00 |       | 15 / 15   | 6    |
| Eleitorado/Participação | Eleitorado/Participação        | 9 993 | 58,32 / 100,00  | 5,37  |           |      |

| Freguesia    | %     | %        | %     | %    | Votantes |
| Freguesia    | PS    | PSD- CDS | CDU   | CH   | Votantes |
| ------------ | ----- | -------- | ----- | ---- | -------- |
| Freguesia    |       |          |       |      | Votantes |
| Landeira     | 47,95 | 29,45    | 19,18 | 1,83 | 438      |
| Vendas Novas | 41,71 | 32,52    | 19,61 | 3,51 | 5 390    |
| Vendas Novas | 42,18 | 32,29    | 19,58 | 3,38 | 5 828    |

#### Juntas de Freguesia
| Partido                 | Partido                        | Votos | %               | +/-   | Presidentes | +/-     | Mandatos | +/-  |
| ----------------------- | ------------------------------ | ----- | --------------- | ----- | ----------- | ------- | -------- | ---- |
|                         | Partido Socialista             | 2 576 | 44,19 / 100,00  | 15,88 | 2 / 2       | Estável | 10 / 20  | 4    |
|                         | PSD-CDS                        | 1 806 | 30,98 / 100,00  | -     | 0 / 2       | -       | 6 / 20   | -    |
|                         | Coligação Democrática Unitária | 1 108 | 19,01 / 100,00  | 6,92  | 0 / 2       | Estável | 4 / 20   | 1    |
|                         | CHEGA                          | 191   | 3,28 / 100,00   | Novo  | 0 / 2       | Novo    | 0 / 20   | Novo |
| Votos Inválidos         | Votos Inválidos                | 148   | 2,54 / 100,00   | 0,04  |             |         |          |      |
| Total                   | Total                          | 5 829 | 100,00 / 100,00 |       | 2 / 2       |         | 20 / 20  |      |
| Eleitorado/Participação | Eleitorado/Participação        | 9 993 | 58,33 / 100,00  | 5,36  |             |         |          |      |

| Freguesia    | Partido Vencedor | Partido Vencedor   | %              | Mandatos |
| ------------ | ---------------- | ------------------ | -------------- | -------- |
| Landeira     |                  | Partido Socialista | 49,54 / 100,00 | 4 / 7    |
| Vendas Novas |                  | Partido Socialista | 43,76 / 100,00 | 6 / 13   |

### Viana do Alentejo

#### Câmara Municipal
| Partido                 | Partido                        | Votos | %               | +/-   | Vereadores | +/-     |
| ----------------------- | ------------------------------ | ----- | --------------- | ----- | ---------- | ------- |
|                         | Coligação Democrática Unitária | 1 138 | 37,36 / 100,00  | 2,61  | 2 / 5      | Estável |
|                         | Partido Socialista             | 1 006 | 33,03 / 100,00  | 18,98 | 2 / 5      | 1       |
|                         | PSD-CDS-MPT-PPM                | 822   | 26,99 / 100,00  | -     | 1 / 5      | -       |
| Votos Inválidos         | Votos Inválidos                | 80    | 2,63 / 100,00   | 0,18  |            |         |
| Total                   | Total                          | 3 046 | 100,00 / 100,00 |       | 5 / 5      |         |
| Eleitorado/Participação | Eleitorado/Participação        | 4 629 | 65,80 / 100,00  | 0,53  |            |         |

| Freguesia         | %     | %     | %                  | Votantes |
| Freguesia         | CDU   | PS    | PSD- CDS- MPT- PPM | Votantes |
| ----------------- | ----- | ----- | ------------------ | -------- |
| Freguesia         |       |       |                    | Votantes |
| Aguiar            | 46,34 | 40,66 | 9,89               | 546      |
| Alcáçovas         | 28,50 | 19,10 | 50,05              | 1 021    |
| Viana do Alentejo | 40,16 | 39,82 | 17,38              | 1 479    |
| Viana do Alentejo | 37,36 | 33,03 | 26,99              | 3 046    |

#### Assembleia Municipal
| Partido                 | Partido                        | Votos | %               | +/-   | Deputados | +/-     |
| ----------------------- | ------------------------------ | ----- | --------------- | ----- | --------- | ------- |
|                         | Coligação Democrática Unitária | 1 118 | 36,74 / 100,00  | 2,07  | 6 / 15    | Estável |
|                         | Partido Socialista             | 1 090 | 35,82 / 100,00  | 14,99 | 5 / 15    | 3       |
|                         | PSD-CDS-MPT-PPM                | 742   | 24,38 / 100,00  | -     | 4 / 15    | -       |
| Votos Inválidos         | Votos Inválidos                | 93    | 3,06 / 100,00   | 0,23  |           |         |
| Total                   | Total                          | 3 043 | 100,00 / 100,00 |       | 15 / 15   |         |
| Eleitorado/Participação | Eleitorado/Participação        | 4 629 | 65,74 / 100,00  | 0,61  |           |         |

| Freguesia         | %     | %     | %                  | Votantes |
| Freguesia         | CDU   | PS    | PSD- CDS- MPT- PPM | Votantes |
| ----------------- | ----- | ----- | ------------------ | -------- |
| Freguesia         |       |       |                    | Votantes |
| Aguiar            | 45,32 | 42,02 | 8,62               | 545      |
| Alcáçovas         | 30,91 | 21,79 | 44,36              | 1 019    |
| Viana do Alentejo | 37,59 | 43,20 | 16,43              | 1 479    |
| Viana do Alentejo | 36,74 | 35,82 | 24,38              | 3 043    |

#### Juntas de Freguesia
| Partido                 | Partido                        | Votos | %               | +/-   | Presidentes | +/-     | Mandatos | +/-     |
| ----------------------- | ------------------------------ | ----- | --------------- | ----- | ----------- | ------- | -------- | ------- |
|                         | Coligação Democrática Unitária | 1 126 | 36,95 / 100,00  | 1,54  | 1 / 3       | 1       | 11 / 25  | Estável |
|                         | Partido Socialista             | 1 057 | 34,69 / 100,00  | 15,17 | 1 / 3       | Estável | 9 / 25   | Estável |
|                         | PSD-CDS-MPT-PPM                | 750   | 24,61 / 100,00  | -     | 1 / 3       | -       | 5 / 25   | -       |
| Votos Inválidos         | Votos Inválidos                | 114   | 3,74 / 100,00   | 0,75  |             |         |          |         |
| Total                   | Total                          | 3 047 | 100,00 / 100,00 |       | 3 / 3       |         | 25 / 25  |         |
| Eleitorado/Participação | Eleitorado/Participação        | 4 629 | 65,82 / 100,00  | 0,53  |             |         |          |         |

| Freguesia         | Partido Vencedor | Partido Vencedor               | %              | Mandatos |
| ----------------- | ---------------- | ------------------------------ | -------------- | -------- |
| Aguiar            |                  | Coligação Democrática Unitária | 47,80 / 100,00 | 4 / 7    |
| Alcáçovas         |                  | PSD-CDS-MPT-PPM                | 44,96 / 100,00 | 4 / 9    |
| Viana do Alentejo |                  | Partido Socialista             | 42,91 / 100,00 | 4 / 9    |

### Vila Viçosa

#### Câmara Municipal
| Partido                 | Partido                        | Votos | %               | +/-   | Vereadores | +/- |
| ----------------------- | ------------------------------ | ----- | --------------- | ----- | ---------- | --- |
|                         | PSD-CDS-MPT-PPM                | 2 213 | 51,45 / 100,00  | 41,98 | 3 / 5      | 3   |
|                         | Partido Socialista             | 1 152 | 26,78 / 100,00  | 8,33  | 1 / 5      | 1   |
|                         | Coligação Democrática Unitária | 805   | 18,72 / 100,00  | 18,01 | 1 / 5      | 1   |
| Votos Inválidos         | Votos Inválidos                | 131   | 3,05 / 100,00   | 0,57  |            |     |
| Total                   | Total                          | 4 301 | 100,00 / 100,00 |       | 5 / 5      |     |
| Eleitorado/Participação | Eleitorado/Participação        | 6 675 | 64,43 / 100,00  | 2,94  |            |     |

| Freguesia                          | %                  | %     | %     | Votantes |
| Freguesia                          | PSD- CDS- MPT- PPM | PS    | CDU   | Votantes |
| ---------------------------------- | ------------------ | ----- | ----- | -------- |
| Freguesia                          |                    |       |       | Votantes |
| Bencatel                           | 38,03              | 30,28 | 29,81 | 852      |
| Ciladas                            | 50,74              | 31,55 | 14,76 | 542      |
| N.S. da Conceição e São Bartolomeu | 53,53              | 25,41 | 17,65 | 2 578    |
| Pardais                            | 71,12              | 20,67 | 4,86  | 329      |
| Vila Viçosa                        | 51,45              | 26,78 | 18,72 | 4 301    |

#### Assembleia Municipal
| Partido                 | Partido                        | Votos | %               | +/-   | Deputados | +/-     |
| ----------------------- | ------------------------------ | ----- | --------------- | ----- | --------- | ------- |
|                         | PSD-CDS-MPT-PPM                | 1 927 | 44,80 / 100,00  | 35,90 | 7 / 15    | 6       |
|                         | Partido Socialista             | 1 250 | 29,06 / 100,00  | 4,26  | 5 / 15    | Estável |
|                         | Coligação Democrática Unitária | 967   | 22,48 / 100,00  | 11,22 | 3 / 15    | 3       |
| Votos Inválidos         | Votos Inválidos                | 157   | 3,65 / 100,00   | 0,23  |           |         |
| Total                   | Total                          | 4 301 | 100,00 / 100,00 |       | 15 / 15   |         |
| Eleitorado/Participação | Eleitorado/Participação        | 6 675 | 64,43 / 100,00  | 2,94  |           |         |

| Freguesia                          | %                  | %     | %     | Votantes |
| Freguesia                          | PSD- CDS- MPT- PPM | PS    | CDU   | Votantes |
| ---------------------------------- | ------------------ | ----- | ----- | -------- |
| Freguesia                          |                    |       |       | Votantes |
| Bencatel                           | 26,41              | 35,56 | 35,68 | 852      |
| Ciladas                            | 46,13              | 33,39 | 17,34 | 542      |
| N.S. da Conceição e São Bartolomeu | 48,99              | 26,53 | 20,48 | 2 578    |
| Pardais                            | 57,45              | 24,92 | 12,46 | 329      |
| Vila Viçosa                        | 44,80              | 29,06 | 22,48 | 4 301    |

#### Juntas de Freguesia
| Partido                 | Partido                        | Votos | %               | +/-   | Presidentes | +/- | Mandatos | +/- |
| ----------------------- | ------------------------------ | ----- | --------------- | ----- | ----------- | --- | -------- | --- |
|                         | PSD-CDS-MPT-PPM                | 1 536 | 35,71 / 100,00  | 25,60 | 3 / 4       | 3   | 12 / 32  | 11  |
|                         | Partido Socialista             | 1 326 | 30,83 / 100,00  | 0,83  | 0 / 4       | 1   | 11 / 32  | 1   |
|                         | Coligação Democrática Unitária | 1 265 | 29,41 / 100,00  | 6,25  | 1 / 4       | 1   | 9 / 32   | 2   |
| Votos Inválidos         | Votos Inválidos                | 174   | 4,04 / 100,00   | 0,56  |             |     |          |     |
| Total                   | Total                          | 4 301 | 100,00 / 100,00 |       | 4 / 4       |     | 32 / 32  |     |
| Eleitorado/Participação | Eleitorado/Participação        | 6 675 | 64,43 / 100,00  | 2,94  |             |     |          |     |

| Freguesia                          | Partido Vencedor | Partido Vencedor               | %              | Mandatos |
| ---------------------------------- | ---------------- | ------------------------------ | -------------- | -------- |
| Bencatel                           |                  | Coligação Democrática Unitária | 43,66 / 100,00 | 4 / 9    |
| Ciladas                            |                  | PSD-CDS-MPT-PPM                | 35,98 / 100,00 | 3 / 7    |
| N.S. da Conceição e São Bartolomeu |                  | PSD-CDS-MPT-PPM                | 40,61 / 100,00 | 4 / 9    |
| Pardais                            |                  | PSD-CDS-MPT-PPM                | 47,72 / 100,00 | 4 / 7    |